# Пастораль

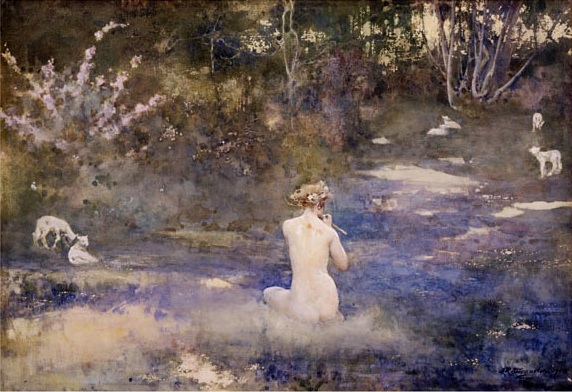
Пастораль, Джон Вегелин, 1905

Пастора́ль (фр. pastorale «пастушеский, сельский») — жанр в литературе, живописи, музыке и в театре, поэтизирующий мирную и простую сельскую жизнь. Пасторалью может называться:
- Пасторальная музыка, к которой могут относиться как большие, так и малые произведения, посвящённая изображению природы или сельской жизни. Для музыкальной пасторали характерны размеры 6/8, 12/8, плавное спокойное движение мелодии, зачастую удваиваемое в терцию. Примеры пасторалей имеются в творчестве Антонио Вивальди, Доменико Скарлатти, Франсуа Куперена, Иоганна Себастьяна Баха и других композиторов. Известна также «Пасторальная симфония» Бетховена.
- Опера, пантомима, балет, показывающие идеализированные картины сельской жизни. Пасторальные оперы писали Кристоф Виллибальд Глюк, Вольфганг Амадей Моцарт, Жан Батист Люлли, Жан Филипп Рамо.
- Буколическая (от греч. βουκóλος «пастух») поэзия античности, посвящённая изображению жизни пастухов; синонимы — эклога и идиллия.
- Вид европейской литературы, копирующий буколическое мировоззрение.

## Пастораль в античной литературе

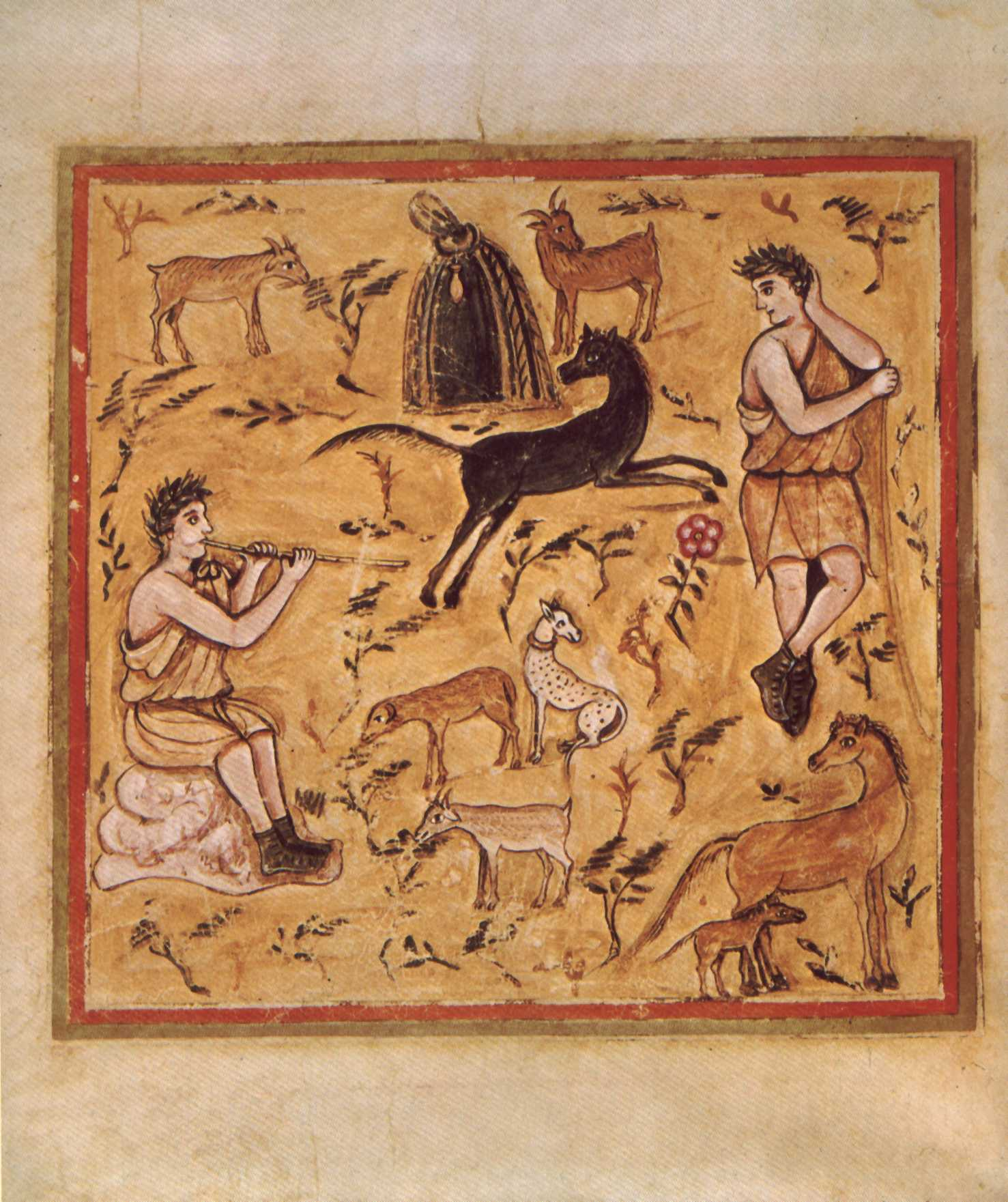
Миниатюра на сюжет из III книги поэмы Вергилия «Георгики» из рукописи Vergilius Romanus. V в. н. э.

Исидор Севильский писал:
«Многие полагают, что буколическая, то есть пастушеская, поэзия (bucolicum carmen) впервые сложилась у сиракузских пастухов, а некоторые думают, что в Лакедемоне. Ведь когда персидский царь Ксеркс вступил в Грецию, то спартанские девушки в страхе перед врагом не осмелились ни выйти из города, ни отправить послов, но, согласно обычаю, они устроили сельский хор в честь Дианы: дабы не нарушить обряда, толпа пастухов прославляла царя импровизированным пением. „Буколическим“ же оно названо от слова „бык“, несмотря на то что в нем речи преимущественно овчаров и козопасов перемежаются песнями».
Согласно Элиану, родоначальником буколической поэзии был Стесихор, однако ни строчки из этого жанра у Стесихора не сохранилось.
Древнейшим представителем жанра пасторали считаются идиллии греческого поэта Феокрита, жившего в III в. до н. э. Феокриту подражали греческие поэты александрийской эпохи Бион и Мосх, римский поэт Вергилий, эклоги которого проникнуты не только пасторальной, но и политической тенденцией: главной их целью было прославление Августа.
Частью пасторальной топики надолго стали имена персонажей: Мирсон, Ликид, Галатея, Дафнис, Меналк, Комат, Аминт и др. Многие из них вошли впоследствии в римскую литературу (эклоги Вергилия), а также в пасторали новой европейской литературы.
К I веку н. э. относится новелла греческого софиста и философа Диона Хризостома. Хотя в этой новелле действующими лицами являются не пастухи, а охотники, тем не менее пасторальная тенденция выступает весьма ярко. Автор показывает, что деревенские бедняки не только счастливее, но и щедрее, добрее к ближнему, чем утопающие в роскоши городские богачи. Под влиянием новеллы Диона был написан знаменитый пастушеский любовный роман «Дафнис и Хлоя», приписываемый греческому писателю II века н. э. Лонгу.
Древнейший памятник пасторальной поэзии на Западе Европы — «Амето» Боккаччо (1340); это нечто среднее между романом и драмой. Элемент античный — нимфы, дриады, поэтические состязания пастухов и т. п. — сливается здесь с элементом христианско-аллегорическим, возникшим под влиянием Данте и превратившим здоровую юношескую любовь Амето в идеальное поклонение и спиритуалистический восторг.

## Пастораль в европейской литературе

### «Аркадия»
Хотя в Амето описывается быт пастухов и охотников, но простая жизнь не противополагается жизни искусственной, городской. Наоборот, пасторальная тенденция сквозит в каждой строчке «Аркадии» Якопо Саннадзаро (1541). Автор откровенно высказывает её в предисловии, уверяя читателей, что лесные птицы, щебечущие в тени зелёных листьев, более пленяют наш слух, чем их городские сёстры, сидящие в раззолоченных клетках, что простые напевы пастухов бесконечно выше торжественных песен, которые раздаются в королевских дворцах и т. д. Саннадзаро ведёт рассказ от своего имени и повествует, как, гонимый несчастной любовью, он удалился в Аркадию и нашёл, на вершине горы Партения, прелестную долину, куда ежедневно сходились окрестные пастухи, упражнялись в стрельбе из лука, в метании копья, пели, танцевали, а по праздникам устраивали между собой поэтические состязания. Описание этих развлечений и составляет содержание и главный интерес романа. Разговоры пастухов слишком утонченны и совершенно не соответствуют их простому быту: они кажутся не настоящими пастухами, а переодетыми в платье пастухов дилетантами пастушеской жизни.
Несмотря на это, «Аркадия» имела громадный успех, выдержала в Италии в течение XVI века около 60 изданий и была переведена на многие европейские языки. Её очень хорошо знал Шекспир, заимствовавший оттуда имя Офелии.
В Италии влияние Аркадии особенно заметно в двух драматических пасторалях: «L’Aminta», Торквато Тассо (1583 г.) и «Pastor Fido», Гварини (1590 г.); в Испании «Аркадия» послужила образцом самому популярному пасторальному роману — «Диане» Хорхе де Монтемайора. Под влиянием «Аркадии» и «Дианы» с одной стороны и рыцарских романов Артурова цикла с другой написал свою «Аркадию» (1590) Филип Сидни. Его поэма стала любимой книгой мечтательных душ, искавших в ней забвения от земных страданий. Карл I перед казнью почти не выпускал из рук книги Сидни и любил читать своим приближённым поэтическую молитву заключенной в темницу Памелы, несчастья которой напоминали ему его собственные.
«Аркадия» Сидни была родоначальницей пасторального романа в Англии и вдохновила собой пасторальные романы Грина и Лоджа, послужившие источником для Шекспира; оттуда заимствовал Шекспир эпизод о Глостере и его сыновьях в «Короле Лире». Характеристике завистливого человека в «Аркадии» подражал Ричард Стиль в своём известном эпизоде о «Зависти»; несчастья Памелы и самое её имя были перенесены Ричардсоном в его знаменитый роман «Памела».

### «Астрея»
В 1610 г. вышел в свет вдохновленный «Дианой» Монтемайора лучший из французских пасторальных романов — «Астрея» Оноре д’Юрфе.
Успех этого романа был велик: в пастухах и пастушках «Астреи» узнавало себя тогдашнее французское образованное общество. В 1616 г. вышла вторая часть романа, а в 1619 г. третья. Имя главного героя «Астреи», Селадона, сделалось в обществе нарицательным именем нежного и послушного любовника. Поклонники «Астреи» отправлялись в Форез — место действия романа — с тем, чтобы прочесть его среди обстановки, вдохновлявшей автора.
Слава «Астреи» не ограничивалась одной Францией: в 1624 г.
д’Юрфе получил из Германии послание, подписанное 12 немецкими принцами и принцессами, которые приняли имена героев и героинь «Астреи», устроили на манер собраний, описанных в романе, Академию истинных любовников и просили автора принять в этой академии имя Селадона, так как никто из них не чувствовал себя достойным носить его.

### Угасание
В XVII веке пасторальный роман во Франции сменяется романом героическим и реально-бытовым. Пасторальные темы затрагиваются в этот период лишь драматическими произведениями. В XVIII веке упадок жанра продолжается; единственными значимыми произведениями являются идиллии «Цюрихского Феокрита» Гесснера и некоторые стихотворения Андре Шенье. В XIX веке пасторальный жанр выходит из моды и практически прекращает своё существование, поскольку поэзия, помимо художественности, стала ставить себе широкие общественные задачи.

## Пасторальная живопись

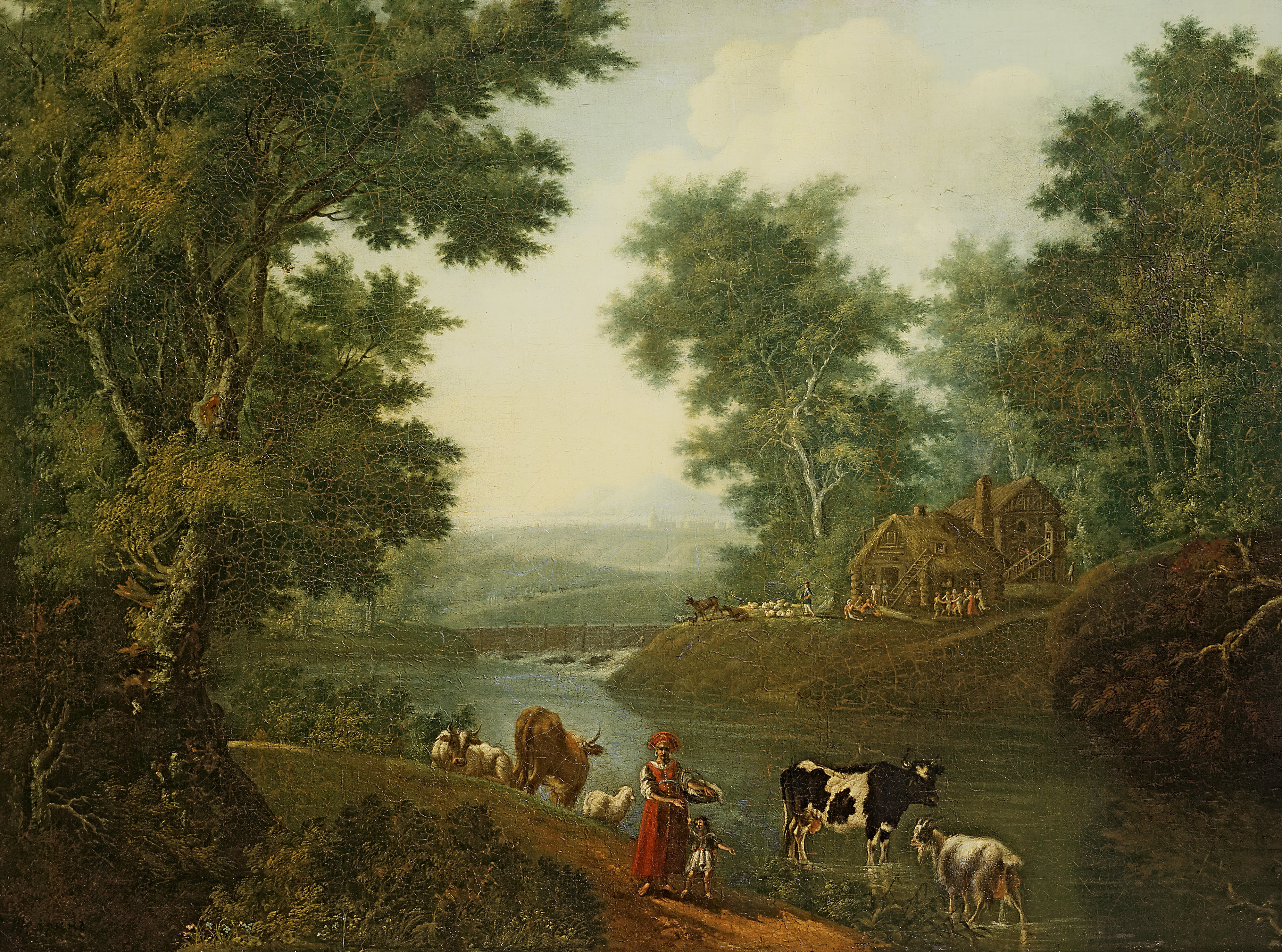
Семён Щедрин. Пейзаж в окрестностях Петербурга, XVIII в.

## Пастораль в музыке
Пасторали писали многие авторы — композиторы эпохи барокко, такие как Доменико Скарлатти, Франсуа Куперен, Антонио Вивальди. Известна и по сей день часто исполняется написанная в 1728 году Пастораль фа мажор (BWV 590) Иоганна Себастьяна Баха — одна из вершин творчества гения. Это единственная Пастораль, написанная Бахом. Неизвестно, почему Бах лишь один раз обратился к этому жанру. Писал Пасторали и самый известный из сыновей Иоганна Себастьяна Баха — Карл Филипп Эммануил Бах (1714—1788).
П. И. Чайковский включил в оперу «Пиковая дама» пастораль «Искренность пастушки».

## Пастораль на сцене
В 1666 году Жан Батист Поклен, более известный как Мольер, написал и поставил героическую пастораль под названием «Мелисерта».
Эту пастораль Мольер готовил специально для декабрьских королевских празднеств, проходивших при Людовике XIV.